# Сталагмит
Сталагми́ты (от др.-греч. στάλαγμα «капля») — натёчные минеральные образования (большей частью известковые, реже гипсовые, соляные), растущие в виде конусов, столбов со дна пещер и других подземных карстовых полостей навстречу сталактитам и нередко сливающиеся с ними, образуя сталагнат. Одним из самых высоких в мире и самым большим в Америке считается сталагмит, найденный в пещере «Мартин Инфьерно» (исп. Martín Infierno), провинция Сьенфуэгос (Куба). Его высота — 67,2 м. В Европе — 35,6 м (пещера Бузго в Словакии).
Также, по некоторым данным высочайшим сталагмитом в мире является сталагмит в пещере Шондонг (Вьетнам).

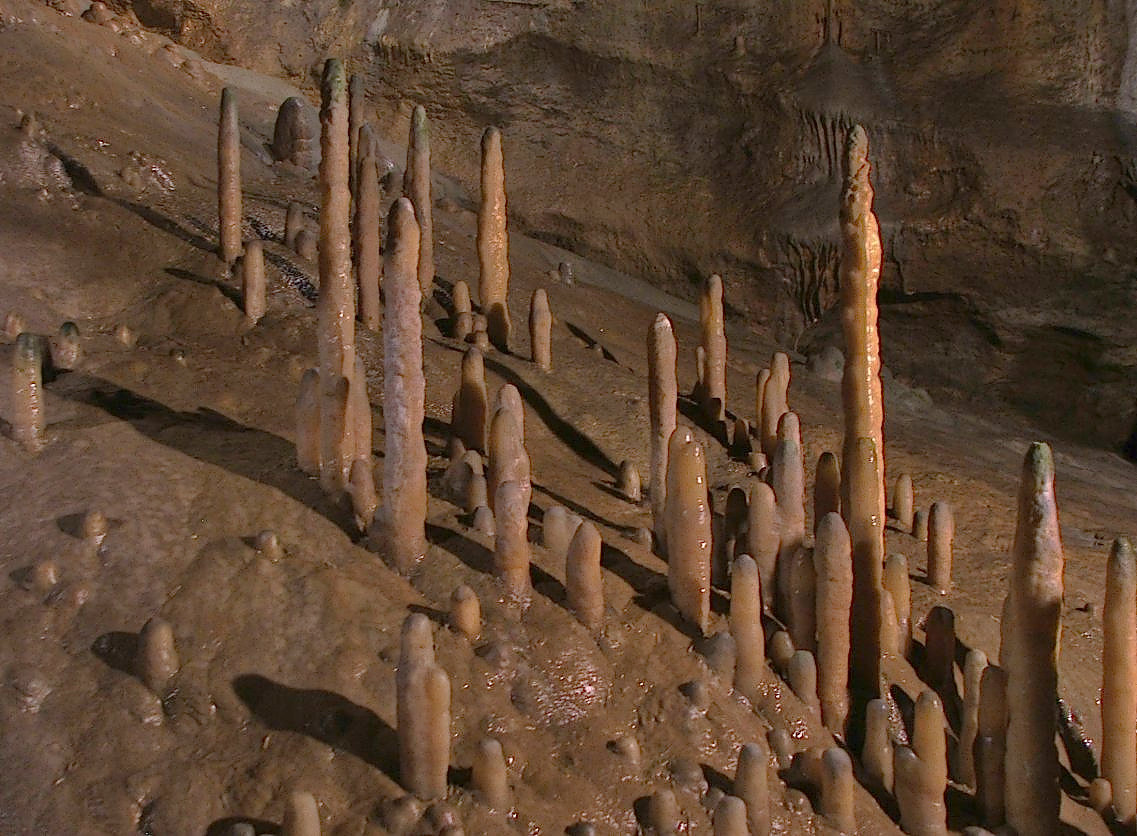
Сталагмиты в пещере Teufelshöhle, Германия
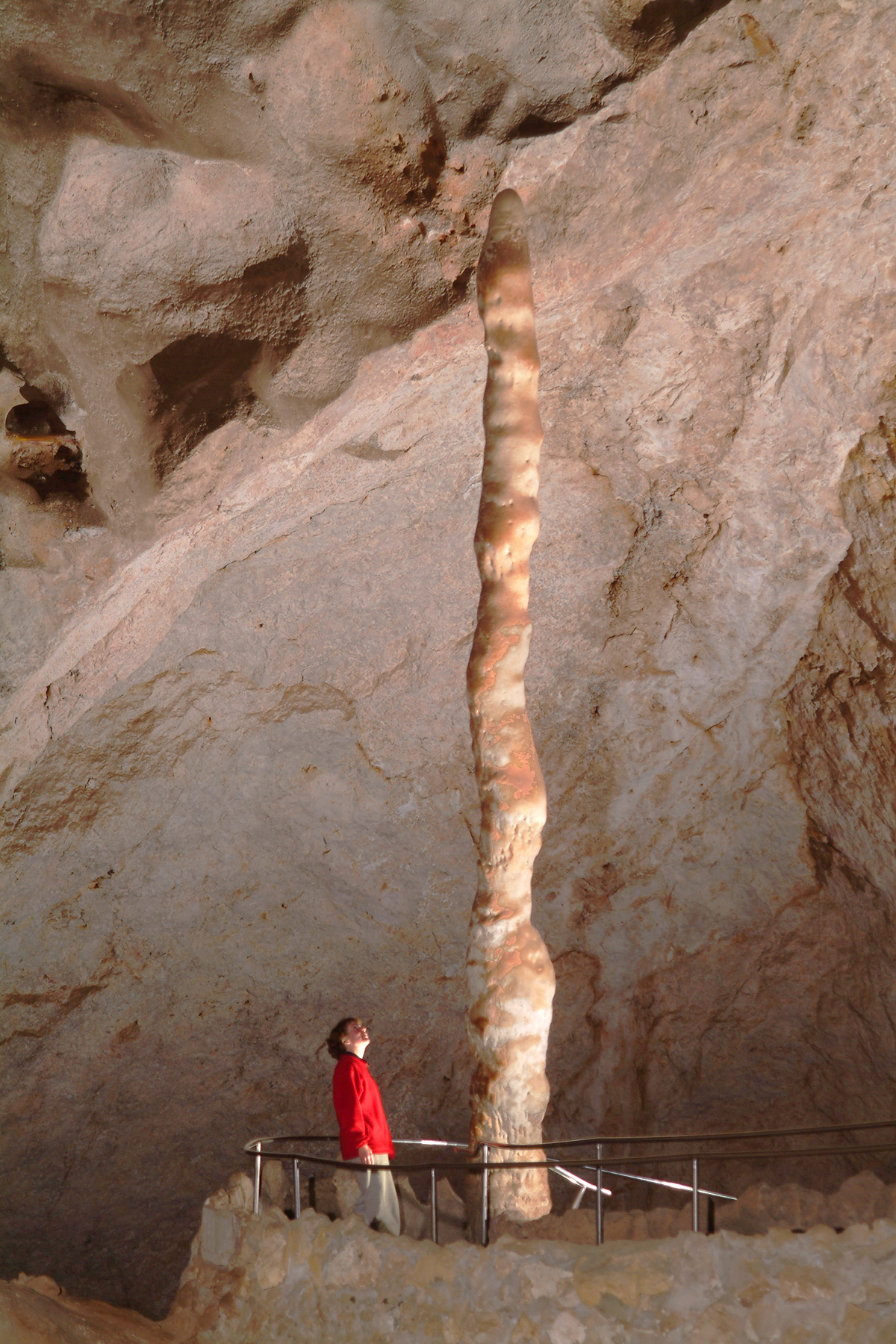
Сталагмит «Ведьмин палец» в Карлсбадской пещере, США
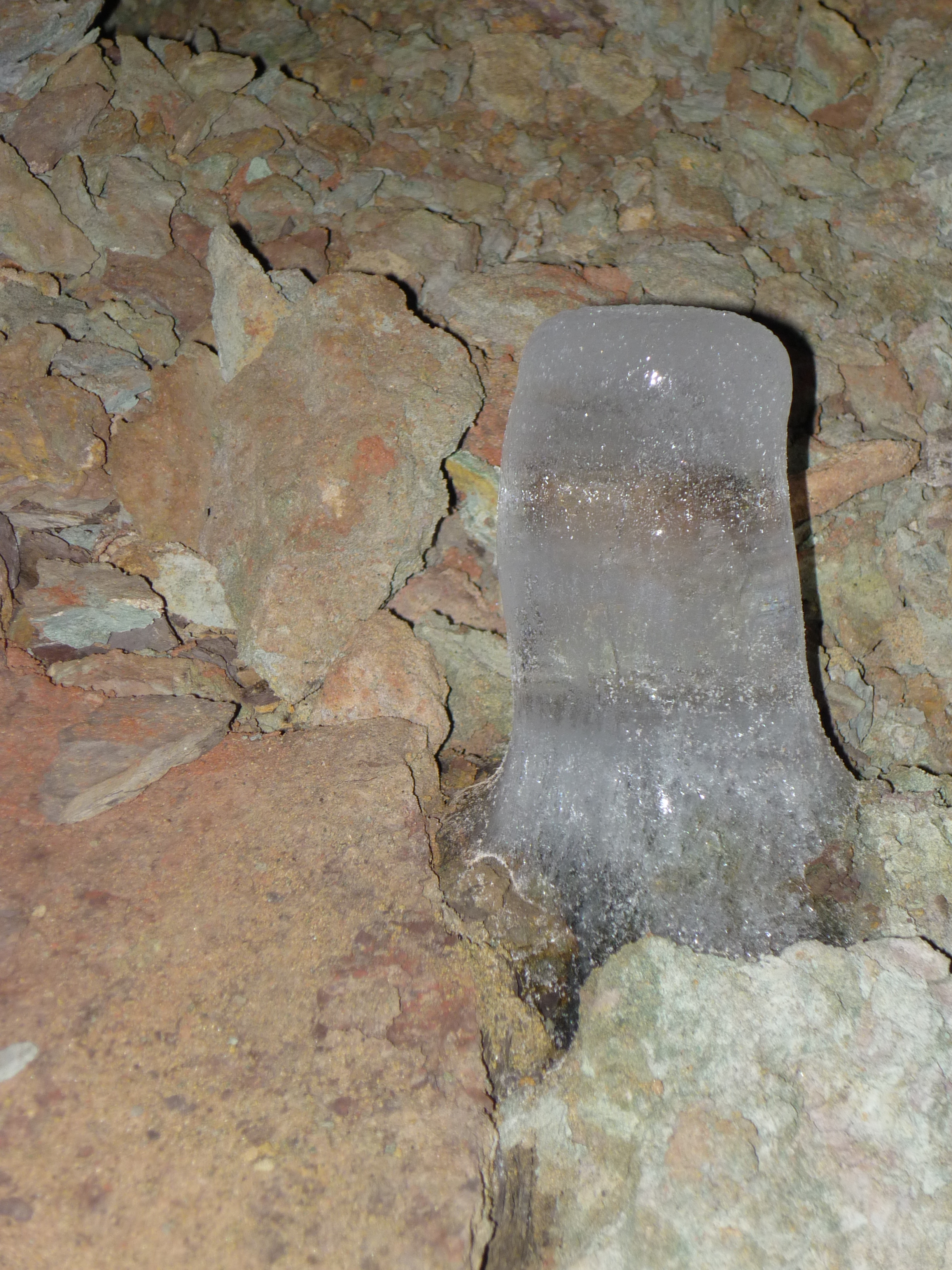
Ледяной сталагмит в Саблинских пещерах
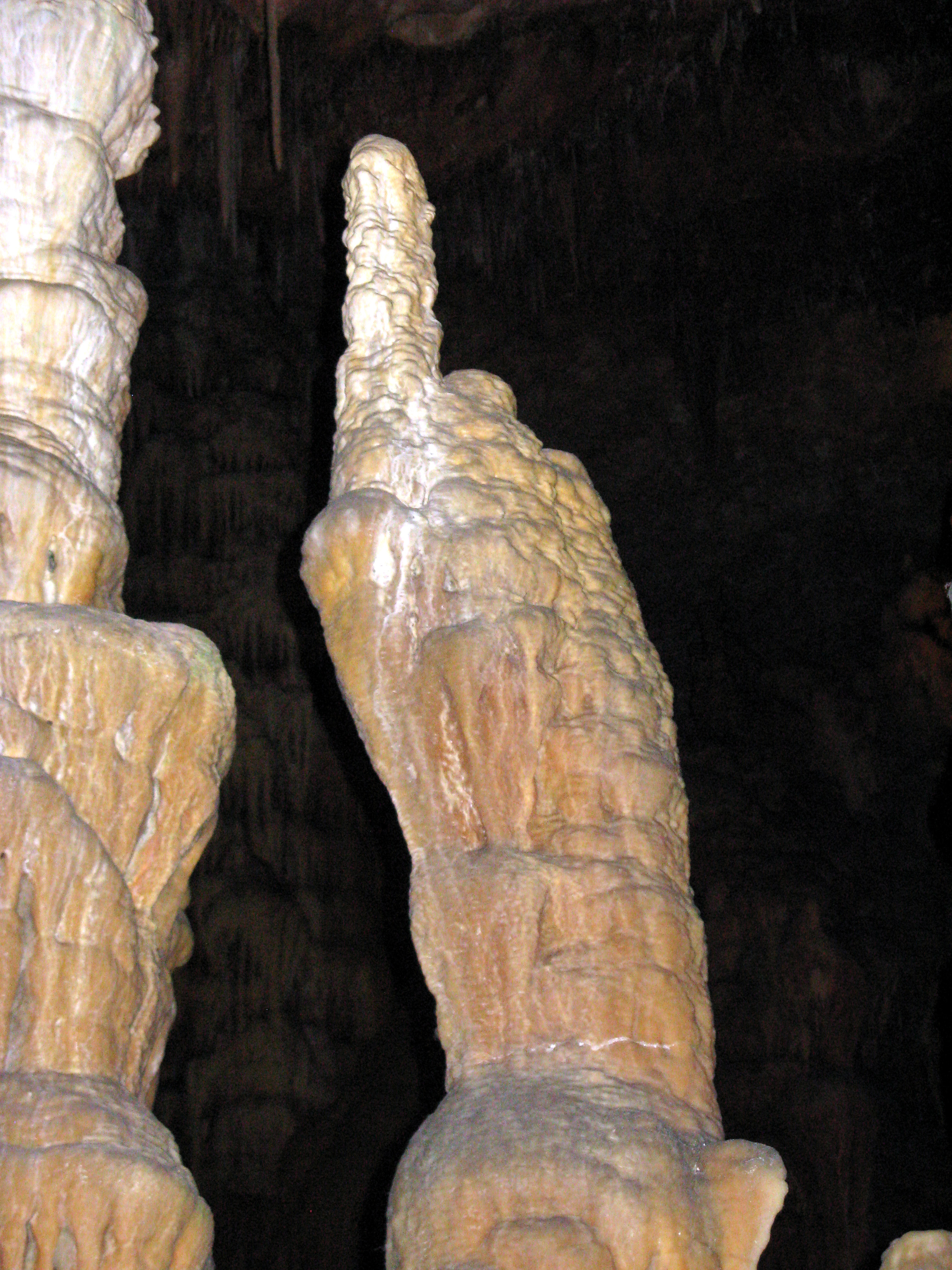
Интересная форма сталагмита в пещере Сорек (Израиль)
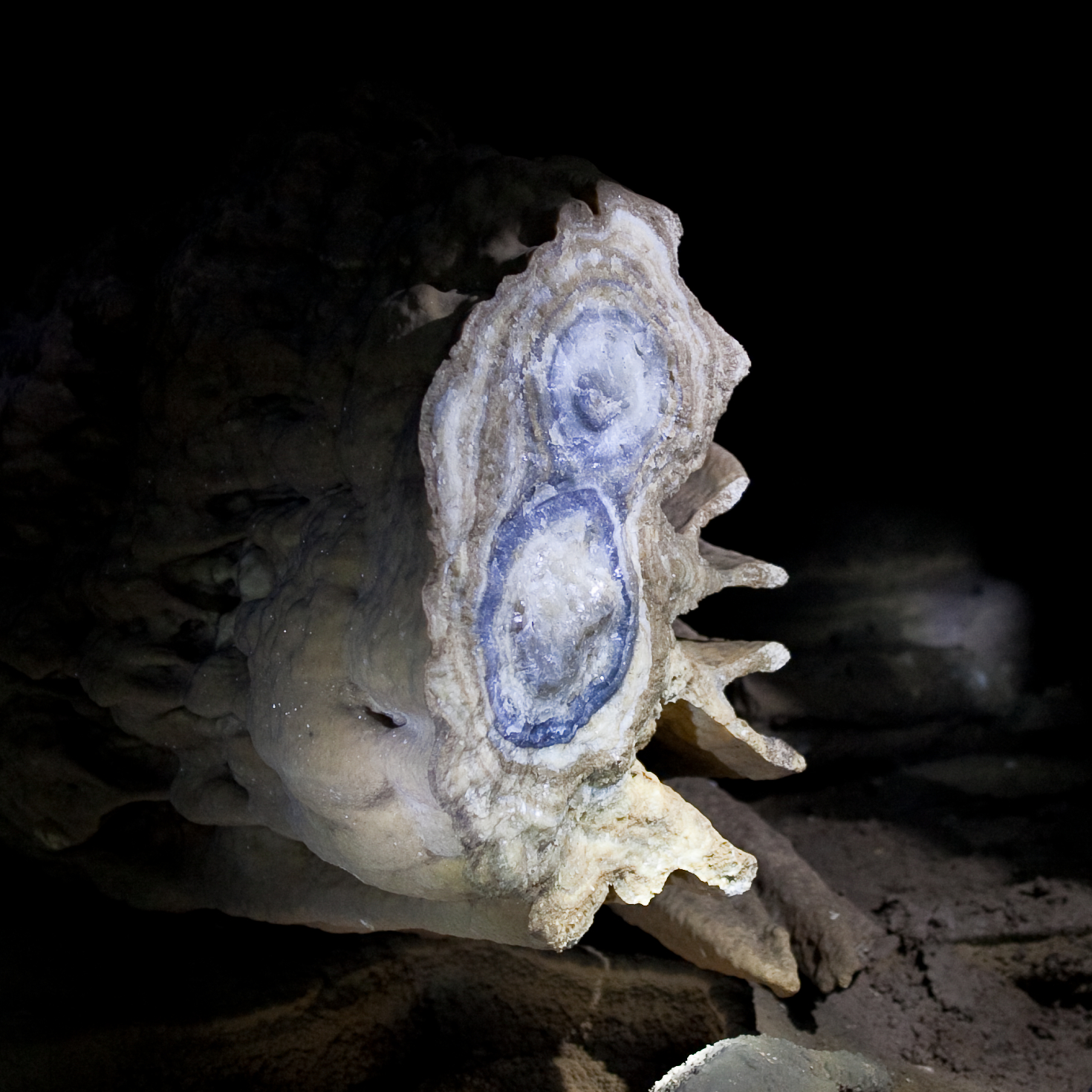
Сломанный сталагмит в пещере Тхьендыонг, Вьетнам
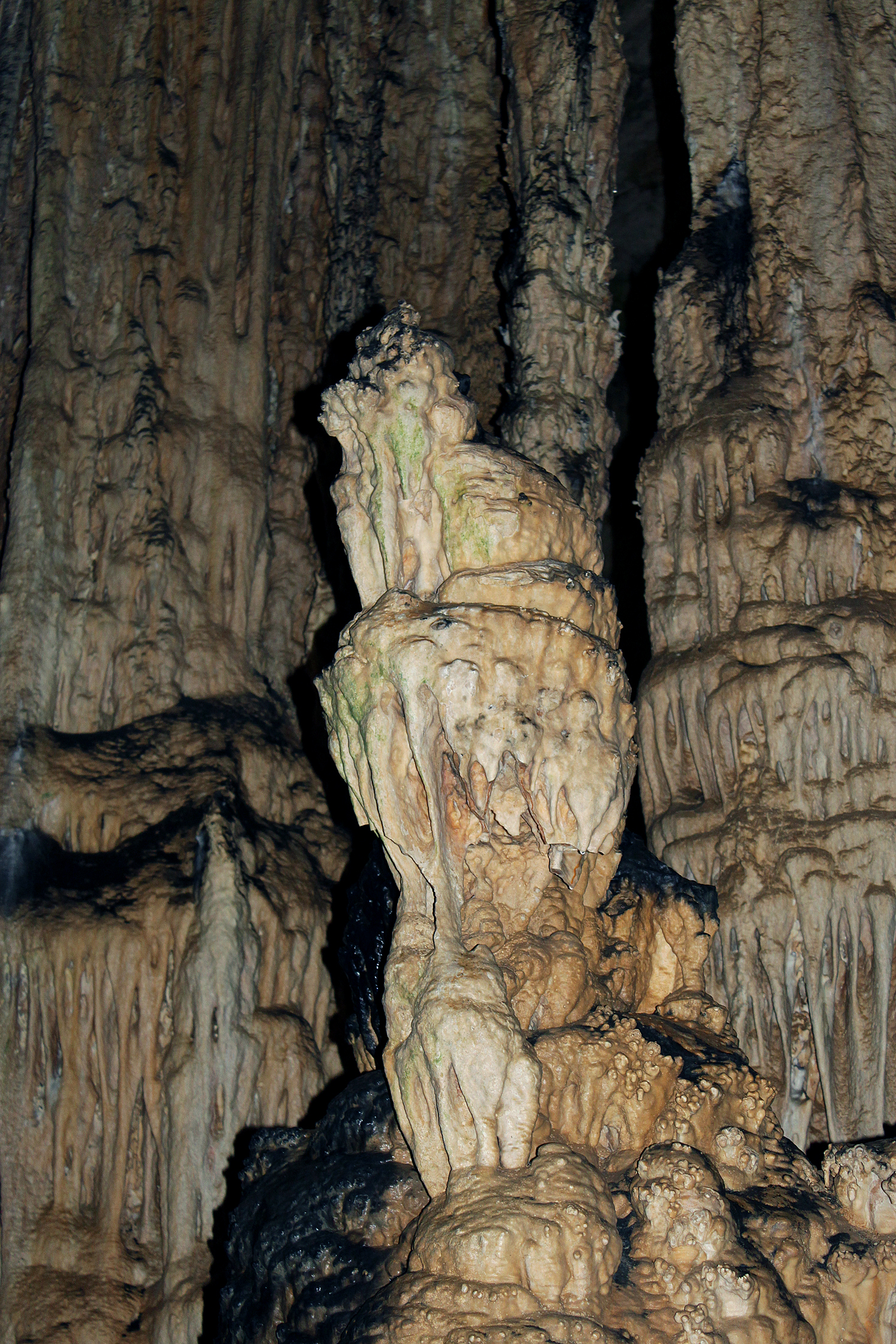
Сталагмит в пещерах Арты, Мальорка